# جيمس ر. جاكسون
جيمس ر. جاكسون (بالإنجليزية: James R. Jackson)‏ هو رياضياتي أمريكي، ولد في 16 مايو 1924 في دنفر في الولايات المتحدة، وتوفي في 20 مارس 2011 في تيهاتشابي في الولايات المتحدة.